# 알렉세이 피셈스키

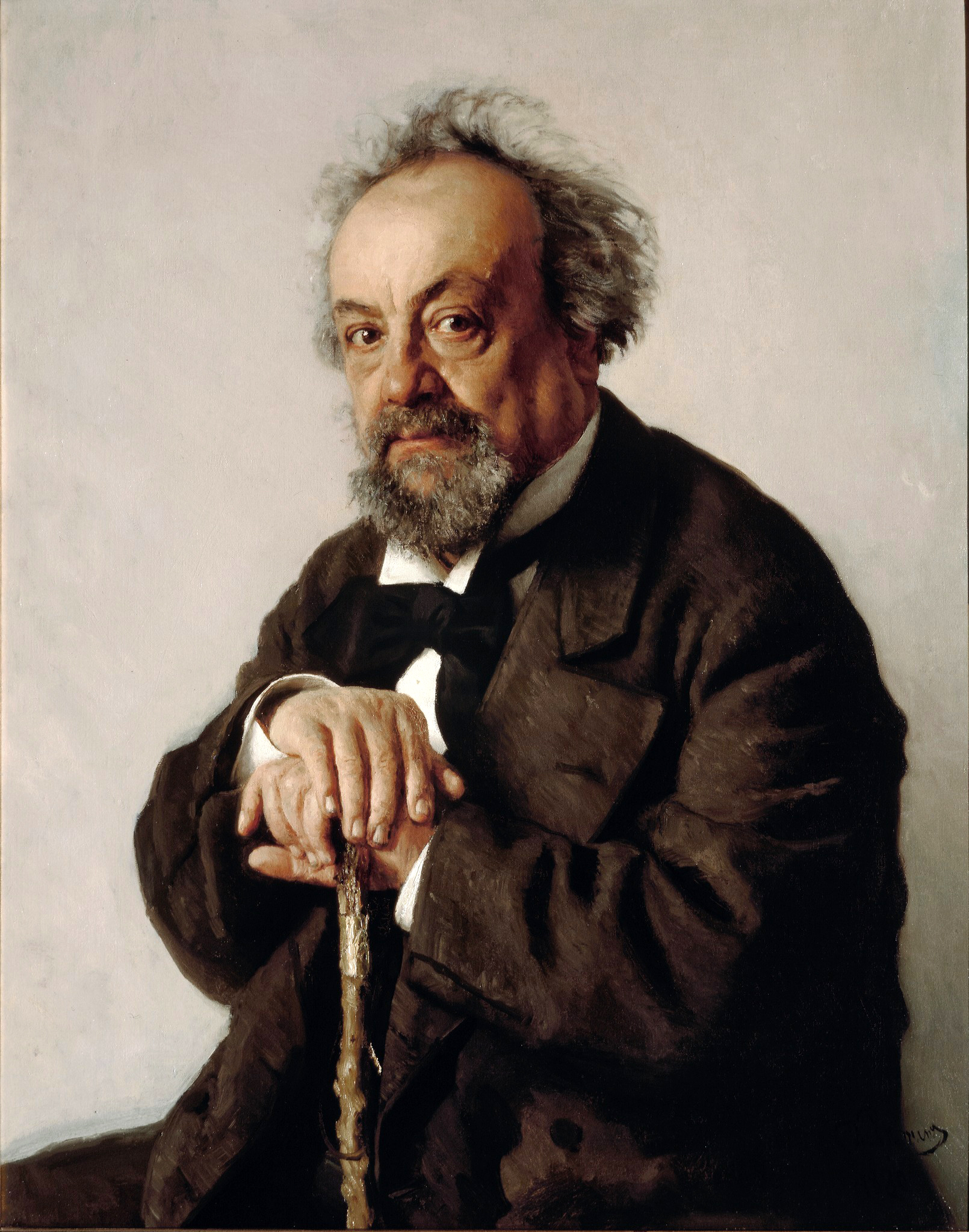
초상화

알렉세이 페오필락토비치 피셈스키(러시아어: Алексе́й Феофила́ктович Пи́семский, 1821년 3월 23일 ~ 1881년 2월 2일)는 러시아의 소설가·희곡가이다.
코스트로마에서 출생. 가난한 귀족으로 후에 출생지에서 관리를 지냈다. 처녀작 <대귀족령(大貴族領)>(1845)으로 리얼리즘 작가로서의 역량을 발휘했고 <1천 명의 농노(農奴)>(1858), 희곡 <비운>(1859), <포효하는 바다> 등으로 일류의 지위를 굳혔다.
그의 작품은 도스토예프스키 이전으로서는 드물게 그 어느 것이나 교묘한 줄거리로서 박력이 넘치나 페시미스틱한 경향이 농후하다.